# 聖弗蘭西斯科索拉諾

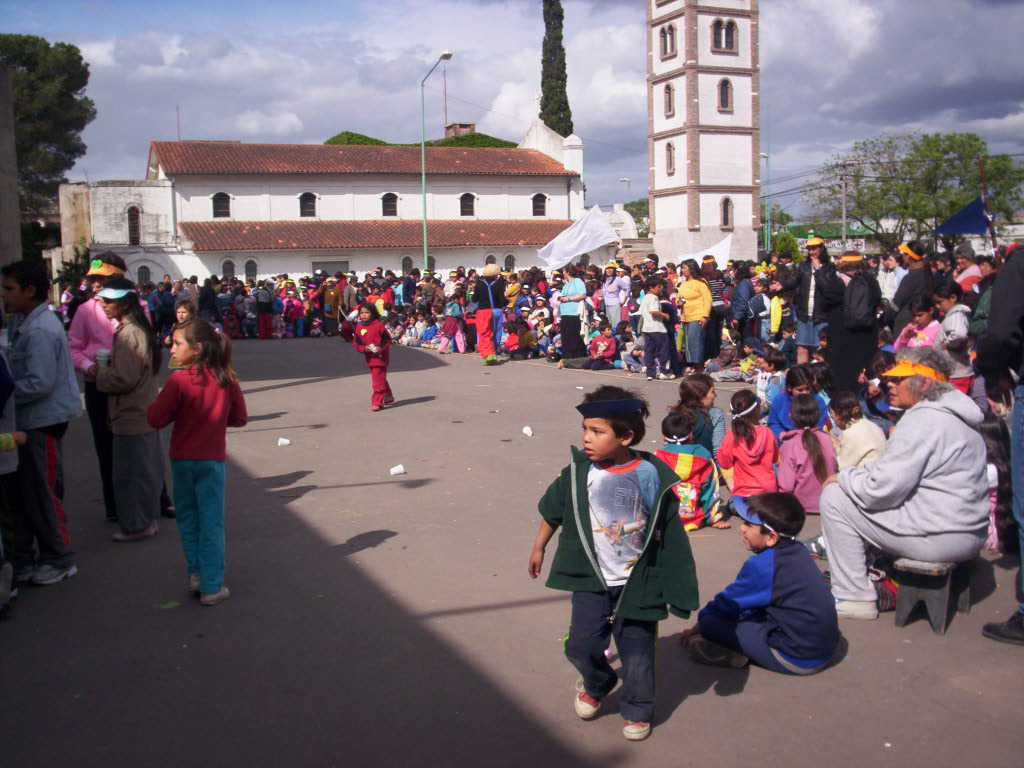
聖弗蘭西斯科索拉諾

聖弗蘭西斯科索拉諾是阿根廷的城鎮，位於該國東部，由布宜諾斯艾利斯省負責管轄，鎮上的修道院建於1773年2月17日，海拔高度22米，2001年人口81,707。

## 外部連結
- Solano-OnLine